# Ciawi (Tasikmalaya)
Ciawi is een bestuurslaag in het regentschap Tasikmalaya van de provincie West-Java, Indonesië. Ciawi telt 4279 inwoners (volkstelling 2010).